# Zgornji Dražen Vrh
Zgornji Dražen Vrh je naselje v Občini Šentilj. Do leta 2002 se je imenoval Dražen Vrh.